# Suerkenola
Suerkenola is een geslacht van vlinders uit de familie visstaartjes (Nolidae). De wetenschappelijke naam van het geslacht werd door Gyula M. László, Gábor Ronkay en Thomas Joseph Witt in 2010 gepubliceerd.
De typesoort van het geslacht is Nola longiventris Poujade, 1886.

## Soorten
- Suerkenola longiventris (Poujade, 1886)
- Suerkenola sublongiventris